# 포항동성고등학교
포항동성고등학교(浦項東星高等學校)는 대한민국 경상북도 포항시 남구 동해면 도구리에 있는 사립 고등학교이다. 

## 학교 연혁
- 1990년 10월 8일 : 동해여자상업고등학교 12학급 설립 인가(상업과 6학급, 정보처리과 6학급)
- 2006년 3월 1일 : 포항동성고등학교로 교명 변경
- 2009년 3월 1일 : 제5대 교장 김창영 선생 취임
- 2009년 12월 17일 : 경상북도교육청 자율학교 지정
- 2010년 6월 8일 : 포항동성고등학교 학칙 변경 인가(보통과 15학급, 컴퓨터정보과 3학급, 미용정보과 3학급으로 개편)
- 2011년 4월 8일 : 교과부 창의경영학교(사교육 절감형) 지정
- 2011년 12월 9일 : 선진형 교과교실제 운영 학교 지정
- 2012년 5월 24일 : 포항동성고등학교 학칙 변경 인가(보통과 7학급 개편)
- 2013년 3월 20일 : 포항시 지정 인성교육(감사나눔) 시범학교 운영
- 2018년 3월 5일 : 2018학년도 중등 SW교육 선도학교 선정(경상북도교육청)
- 2020년 3월 1일 : 급식소 현대화 및 생활관(화랑관) 증축
- 2021년 3월 1일 : 경상북도 온라인 공동교육 거점센터 운영
- 2021년 9월 1일 : 제9대 교장 윤재덕 선생 취임
- 2021년 11월 24일 : 생활관(화랑관) 증축
- 2022년 1월 25일 : 원화관 디지털 클래스룸(공간혁신사업) 구축
- 2023년 1월 4일 : 제30회 졸업식 (총 졸업생 6,567명)
- 2023년 3월 2일 : 입학식(165명)
- 2024년 1월 4일 : 제30회 졸업식 (총 졸업생 6,567명)

## 참고 자료
- 포항동성고등학교 - 한국교육학술정보원 학교알리미